# Calamus plicatus
Calamus plicatus är en enhjärtbladig växtart som beskrevs av Carl Ludwig von Blume. Calamus plicatus ingår i släktet Calamus och familjen Arecaceae. Inga underarter finns listade i Catalogue of Life.